# Cotesia gabera
Cotesia gabera är en stekelart som beskrevs av Papp 1990. Cotesia gabera ingår i släktet Cotesia och familjen bracksteklar. Inga underarter finns listade i Catalogue of Life.